# Koukonisi
Koukonisi (griechisch Κουκονήσι (n. sg.)) ist eine kleine unbewohnte griechische Insel im Golf von Moudros (Κόλπος Μουδρου) der Insel Limnos. Die Insel liegt nördlich von Moudros und gehört zu dessen Gemeindebezirk. Koukonisi ist über eine befestigte Straße von der etwa 400 m entfernten Küste zu erreichen.

## Geschichte
Ein Netz frühbronzezeitlicher Siedlungen aus dem 3. Jahrtausend v. Chr. konnte durch systematische Ausgrabungen in Myrina und Koukonisi nachgewiesen werden, deren Entwicklungsstand dem von Poliochni entsprach. Aufgrund von Oberflächenfunden im nördlichen Teil der Insel wird eine Besiedelung bereits in neolithischer Zeit vermutet.
Die bevorzugte Lage im Golf von Moudros ermöglichte die dauerhafte Besiedlung über mehr als zweitausend Jahre. Einerseits handelt es sich um einen der sichersten natürlichen Häfen in der Ägäis, anderseits ermöglichte das größte und fruchtbarste Gebiet der Insel Limnos landwirtschaftliche Überproduktion für den Handel. Da heute die Meerestiefe bei etwa 0,50 Meter liegt, bildete Koukonisi wahrscheinlich ehemals eine Halbinsel. 
Die Auswertungen von drei Grabungskampagnen (1992, 1994 bis 1996 und 1999) belegen eine durchgehende Besiedelung seit Beginn des 3. Jahrtausends v. Chr. mit einer Blütezeit der Siedlung in der frühen und mittleren Bronzezeit. Zweimal ist die Zerstörung der Siedlung durch Erdbeben nachweisbar. Steinpflasterung und Abwassersystem sind für etwa 2500 v. Chr. belegt. Keramikscherben und charakteristische mykenische Tonfiguren bezeugen die Existenz einer dauerhaften Siedlung zwischen 1400 und 1100 v. Chr. Die aufeinander folgenden Bauphasen, sowie die Menge und Vielfalt hochwertiger Funde beweisen intensive Handelsbeziehungen mit Troja, dem griechischen Festland sowie der zentralen Ägäis und Kreta.
Heute wird auf der Insel Getreideanbau betrieben.